# Teatro Carignano
Le Teatro Carignano est l'un des théâtres les plus importants de Turin. Propriété de la ville, il était la scène où le roi allait voir la comédie (contrairement au Teatro Regio, qui était la scène consacrée à l'opéra).

## Historique

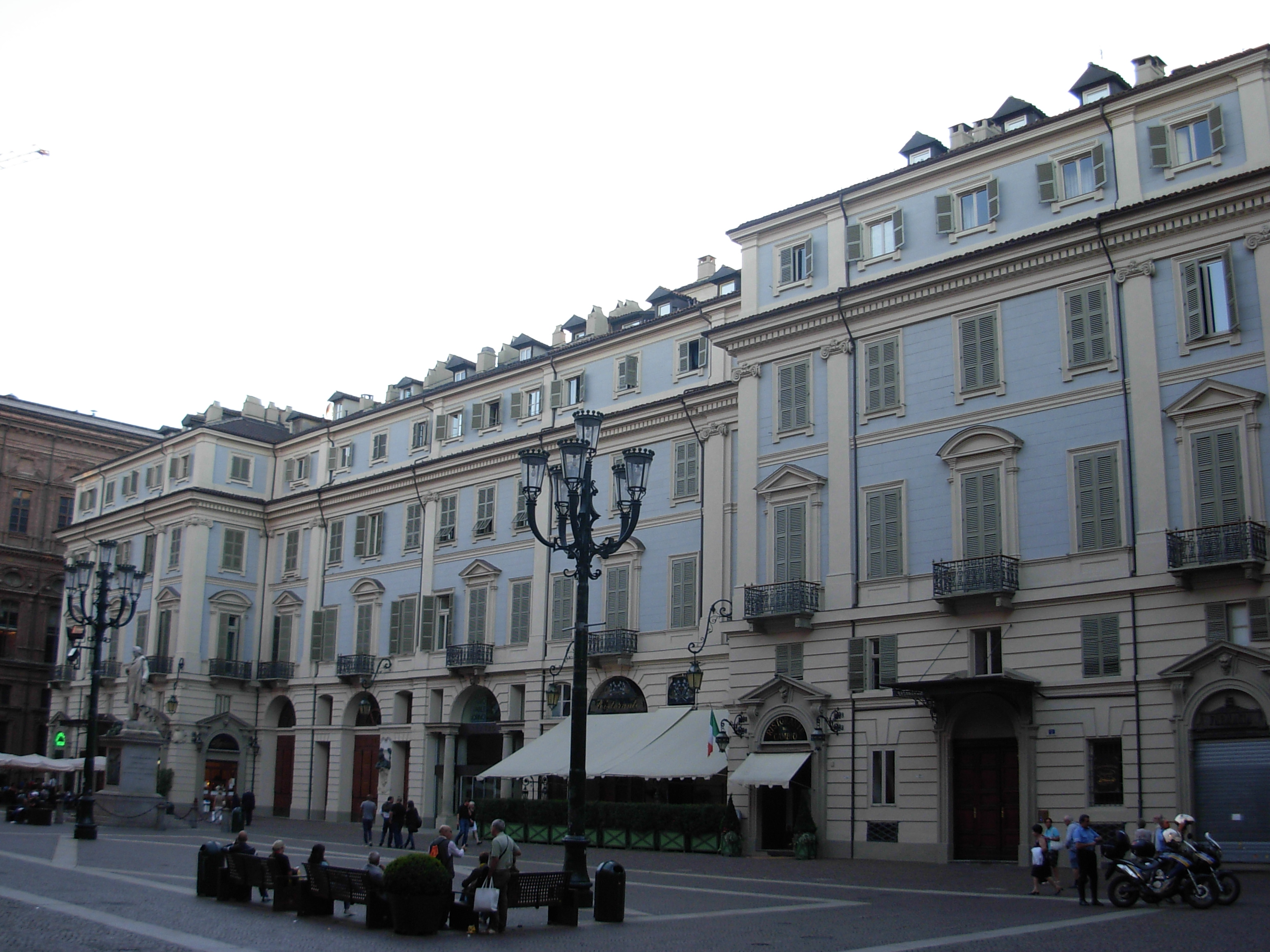
Côté droit

Il a été construit en bois par les princes de Carignano à la fin du XVIIe siècle pour accueillir de petits spectacles, en particulier à destination de la noble famille. En 1752, désormais délabré, il a été reconstruit en pierre à la demande du Prince Louis Victor de Carignano. La conception était de Benedetto Alfieri, qui, quelques années plus tôt, avait conçu le Teatro Regio. Le spectacle d'ouverture a été « La Calamita de’ Cuori » de Carlo Goldoni, sur une musique de Baldassare Galuppi. Le 16 février 1786, la salle a été détruite par un incendie et reconstruite en quelques mois par Gian Battista Ferroggio.
En 1870, le théâtre est devenu propriété de la ville et a subi des transformations conçues par l'architecte Carrera. Au rez-de-chaussée a été installée une brasserie qui par la suite est devenue en 1903 une des premières salles de cinéma de la ville.
En 1935, le théâtre a été partiellement reconstruit à la suite des travaux de la nouvelle Via Roma.
Il est géré par la fondation du Teatro Stabile di Torino (it) depuis 1977.
Le théâtre est situé sur la Piazza Carignano, face au palais de même nom.
Au printemps 2007, des travaux de restructuration ont commencé et ont été achevés en 2009. Ils ont restauré les entrées originales du théâtre et réhabilité l'ancienne brasserie qui est devenu le « foyer » du théâtre. On a effectué une restauration générale du mobilier et de l'équipement de la salle et de la scène. Le spectacle choisi pour la réouverture au public était Oncle Vania d'Anton Tchekhov, réalisé par Gabriele Vacis (it).
Le théâtre Carignano de Turin a été utilisé à deux reprises par Dario Argento pour être mis en scène dans deux de ses films: la première fois en 1975 pour Les Frissons de l'angoisse (Profondo rosso) (scène du Congrès de la parapsychologie) et la deuxième fois en 2001 pour Le Sang des innocents (Non ho sonno) (scène de la danseuse).

## Premières et créations
Premières et créations notables au Teatro Carignano:
- La schiava di Bagdad, opéra de Giovanni Pacini (création mondiale, 28 octobre 1820)
- La pastorella feudataria, opéra de Nicola Vaccai (création mondiale, 18 septembre 1824)
- Le danseur Domenico Ronzani fait ses débuts comme choréographe dans le ballet La Morte di Procotieff (automne 1840)
- Rolla, opéra de Teodulo Mabellini (création mondiale, 12 novembre 1840)
- Linda di Chamounix, opéra de Gaetano Donizetti (première en Italie, 24 août 1842)[2]
- Il cavaliere di San Giorgio, ossia Il mulatto, opéra de Giuseppe Lillo (automne 1846)
- X.Y.Z. ossia il riconoscimento, opera buffa de Vincenzo Fioravanti (novembre 1846)
- Le madri galanti, pièce d'Arrigo Boito (création mondiale, mars 1863)[3]
- Cavalleria rusticana, pièce de Giovanni Verga mis en scène par Eleonora Duse (création mondiale, 14 janvier 1884)[4]
- début de chef d'orchestre en Italie d'Arturo Toscanini à l'âge de 19 ans dans Edmea d'Alfredo Catalani (4 novembre 1886)[5]